# مايكل دويتي
مايكل دويتي (بالإنجليزية: Michael Doughty)‏ (20 نوفمبر 1992 بلندن في المملكة المتحدة - ) هو لاعب كرة قدم بريطاني في مركز الوسط. شارك مع منتخب ويلز تحت 19 سنة لكرة القدم ومنتخب ويلز تحت 21 سنة لكرة القدم. أما مع النوادي، فقد لعب مع سانت جونستون وستيفيناغ بوروه وسويندون تاون وكوينز بارك رينجرز ونادي غيلينغهام ونادي وكينغ ونادي كرولي تاون ونادي ألدرشوت تاون.

## وصلات خارجية
- مايكل دويتي على موقع قاعدة بيانات كرة القدم.إي يو (الإنجليزية)
- مايكل دويتي على موقع Soccerbase.com (لاعب) (الإنجليزية)
- مايكل دويتي على موقع Soccerway.com (الإنجليزية)
- مايكل دويتي على موقع عالم كرة القدم.نت (الإنجليزية)
- مايكل دويتي على موقع AS.com (الإسبانية)